# تیم اوبراین
تیم اوبراین (به انگلیسی: Tim O'Brien) (متولد ۱۶ نوامبر ۱۹۶۴) یک هنرمند آمریکایی است که با این در سبک واقع‌گرایی قلم می‌زند.
تصاویری که او می‌کشد در جلدها و صفحات درونی مجلات بسیاری همچون تایم، رولینگ استون، جی‌کیو، Esquire، انجمن نشنال جئوگرافیک و اشپیگل و غیره چاپ می‌شوند. همچنین برخی تصاویر او در خدمات پستی ایالات متحده برای تمبر پستی استفاده شده‌اند.